# Clermont (Florida)
Clermont es una ciudad ubicada en el condado de Lake en el estado estadounidense de Florida. En el Censo de 2010 tenía una población de 28742 habitantes y una densidad poblacional de 700,37 personas por km².

## Geografía
Clermont se encuentra ubicada en las coordenadas 28°33′30″N 81°45′53″O / 28.55833, -81.76472. Según la Oficina del Censo de los Estados Unidos, Clermont tiene una superficie total de 41.04 km², de la cual 35.31 km² corresponden a tierra firme y (13.97%) 5.73 km² es agua.

## Demografía
Según el censo de 2010, había 28742 personas residiendo en Clermont. La densidad de población era de 700,37 hab./km². De los 28742 habitantes, Clermont estaba compuesto por el 71.69% blancos, el 14.41% eran afroamericanos, el 0.42% eran amerindios, el 4.19% eran asiáticos, el 0.09% eran isleños del Pacífico, el 5.37% eran de otras razas y el 3.83% pertenecían a dos o más razas. Del total de la población el 17.75% eran hispanos o latinos de cualquier raza.